# Carlsons patrulje
Carlsons patrulje var en operation i Stillehavskrigen under anden verdenskrig, som blev udført af det amerikanske 2. marineraiderbataljon. Evans Carlson havde kommandoen under operationen, som indgik i slaget om Guadalcanal mod japanske hærstyrker fra 6. november til 4. december 1942. De amerikanske marinesoldater angreb styrker under kommando af Toshinari Shōji, som var på flugt fra et omringningsforsøg ved Koli Point på Guadalcanal og forsøgte at slutte sig til japanske hærenheder på den anden side af den amerikanske stilling ved Lunga Point.
I en række træfninger mellem små styrker dræbte 2. raiderbataljon i løbet af 29 dage næsten 500 japanske soldater, mens den selv mistede 16 soldater. Undervejs erobrede raiderbataljonen en japansk kanon, som havde generet Henderson Field, den allierede flyveplads ved Lunga Point på Guadalcanal.

## Baggrund

### Slaget om Guadalcanal
Den 7. august gik Vestallierede styrker i land på Guadalcanal, Tulagi og Floridaøerne i Salomonøerne for at forhindre japanerne i at bruge dem til baser, som kunne true forsyningslinjerne mellem USA og Australien. Erobringen af øerne kunne bruges som udgangspunkt for at erobre eller neutralisere den store japanske base ved Rabaul, og samtidig var det en støtte til de allierede felttog på Ny Guinea. Landsætningerne blev indledningen til det halve år lange slag om Guadalcanal.
De 2-3.000 japanske soldater på øerne blev overrasket, og ved aftenstid den 8. august havde 11.000 allierede soldater under generalløjtnant Alexander Vandegrift erobret Tulagi og nogle småøer foruden den japanske flyveplads, som var under opbygning ved Lunga Point på Guadalcanal. De allierede omdøbte senere flyvepladsen til Henderson Field. Allierede fly, som opererede fra Henderson Field, blev kaldt "Cactus Air Force" (CAF) efter det allierede kodenavn for Guadalcanal.
For at beskytte flyvepladsen etablerede det amerikanske marinekorps en forsvarsring omkring Lunga Point. Yderligere forstærkninger i løbet af de følgende to måneder forøgede den amerikanske styrke ved Lunga Point på Guadalcanal til over 20.000 mand.
Som reaktion på de allierede landsætninger på Guadalcanal gav den japanske overkommando 17. armé opgaven med at fordrive de allierede fra øen. 17. armé, der kun var på størrelse med et armékorps, var under kommando af generalløjtnant Harukichi Hyakutake. Enheder fra 17. armé begyndte at ankomme til Guadalcanal fra den 19. august.
Det første japanske forsøg på at generobre Henderson Field slog fejl, da en styrke på 917 blev besejret den 21. august under slaget ved Tenaru. Det næste forsøg fandt sted den 12. – 14. september, men endte med nederlag til Kawaguchienheden på 6.000 mand under generalmajor Kiyotake Kawaguchi under slaget ved Edson's Ridge. Kawaguchi og de overlevende japanere omgrupperede sig herefter vest for Matanikaufloden på Guadalcanal.

### Slaget om Henderson Field
Mellem den 1. og 17. oktober landsatte japanerne 15.000 mand på Guadalcanal, så Hyakutake nåede op på i alt 20.000, som han kunne indsætte i sin planlagte offensiv. Efter hans stabsofficerer havde observeret de amerikanske stillinger ved Lunga Point, besluttede Hyakutake, at hovedangrebet i hans angreb skulle komme sydfra. Hans 2. division (forstærket med dele af 38. infanteridivision) under generalløjtnant Masao Maruyama fik ordre til at marchere gennem junglen og angribe de amerikanske stillinger sydfra i nærheden af Lungaflodens østbred. De 7.000 mand i 2. division blev delt op i tre enheder. Venstre fløj under generalmajor Yumio Nasu bestod af 29. infanteriregiment, højre fløj under Kawaguchi bestod af dele fra 230. infanteriregiment (fra 38. infanteridivision), og divisionsreserven anført af Maruyama bestod af 16. infanteriregiment.
Den 23. oktober kæmpede Maruyamas styrker sig gennem junglen for at nå frem til de amerikanske linjer. På eget initiativ begyndte Kawaguchi at flytte sin højre fløj længere mod øst, da han mente, at de amerikanske stillinger var svagere der. Gennem en af sine stabsofficerer beordrede Maruyama imidlertid Kawaguchi til at holde sig til den oprindelige angrebsplan. Da han afslog, blev han frataget kommandoen og erstattet med Toshinari Shōji, som var chef for 230. infanteriregiment. Samme aften, efter at have fået at vide, at hans højre og venstre fløj stadig ikke var nået frem til de amerikanske linjer, udsatte Hyakutake angrebet til kl. 19 den 24. oktober. Amerikanerne var stadig fuldstændig uvidende om, at Maruyamas styrke nærmede sig.
Sent den 24. oktober nåede Maruyamas styrker frem til den amerikanske stilling ved Lunga. De næste to nætter gennemførte de talrige forgæves angreb på stillinger, som blev forsvaret af 1. bataljon af 7. marineregiment under oberstløjtnant Chesty Puller og 3. bataljon af 164. infanteriregiment under oberstløjtnant Robert Hall. Ild fra rifler, maskingeværer, mortergranater, artilleri og direkte kardæskbeskydning fra 37 mm panserværnskanoner "forårsagede et forfærdeligt blodbad" blandt japanerne. Over 1.500 af Maruyamas tropper blev dræbt under angrebene, mens amerikanernes tab lå på omkring 60 døde. Enhederne i Shōjis højre fløj deltog ikke i angrebene, men valgte at blive i deres stillinger for at dække Nasus højre flanke mod et muligt angreb fra amerikanerne – et angreb som aldrig kom.
Klokken 8 den 26. oktober aflyste Hyakutake yderligere angreb og beordrede tilbagetrækning. De overlevende fra Maruyamas venstre fløj og divisionsreserven fik ordre til at trække sig tilbage til området ved Matanikaufloden, mens højre fløj under Shōji fik besked om at søge mod Koli Point 21 km øst for Lungafloden. Shōji og hans tropper begyndte at ankomme til Koli Point den 3. november.

### Aolabugten og kampene ved Koli Point
Klokken 5.30 den 4. november gik to kompagnier fra 2. marineraiderbataljon under kommando af oberstløjtnant Evans Carlson i land fra både ved Aolabugten 65 km øst for Lunga Point. Carlsons raiders sammen med tropper fra hærens 147. infanteriregiment skulle sikre 500 Seabees, mens de prøvede at bygge en flyveplads. Bygningen af en flyveplads ved Aolabugten var blevet godkendt af William Halsey, Jr. – lederen af de allierede styrker i det sydlige stillehav – som handlede på baggrund af en anbefaling fra kontreadmiral Richmond K. Turner, der var leder af de amerikanske amfibiestyrker i det sydlige Stillehav.
Den 2. raiderbataljon var en enestående enhed i marinekorpset. Bataljonens originale opbygning og taktik var baseret på forskrifter fra det kommunistiske Kina, som Carlson havde set, mens han gjorde tjeneste som observatør ved kommunisterne under den anden kinesisk-japanske krig i 1937-1938. Disse forskrifter gik bl.a. ud på at opmuntre til lighed mellem officerer og menige og træffe beslutninger ved konsensus. I modsætning til 1. raiderbataljon, som fokuserede på kommandotaktik, trænede 2. bataljon i at operere som en guerillastyrke. Træningen lagde vægt på infiltration og involverede ofte taktiske øvelser om natten. Bataljonen var opdelt i seks selvstændige riffelkompagnier og et hovedkvarterskompagni. Inden de gik i land på Guadalcanal, havde noget af bataljonen været i kamp som en del af garnisonen på Midway under slaget om Midway i maj, og det næsten katastrofale Angrebet på Makin Island i august.
I begyndelsen af november var Vandegrift bange for, at japanerne planlagde et angreb på Lungastillingen østfra med Shōjis styrker og yderligere forstærkninger, og derfor indledte han en operation mod de japanske enheder ved Koli Point. Med start den 4. november begyndte to bataljoner marineinfanteri og to bataljoner infanterister fra den amerikanske hær at angribe og forsøge at omringe Shōjis mænd ved vandløbet Gavaga nær landsbyen Tetere i Koli Point-området.
Mens amerikanerne søgte at nedkæmpe Shōjis styrke, beordrede Vandegrift Carlsons raidere til at marchere over land fra Aolabugten mod Koli Point for at afskære eventuelle japanske tropper, som undgik at blive omringet. Den 5. november sejlede to transportskibe til Espiritu Santo for at hente tre kompagnier fra Carlsons bataljon, mens Carlson forberedte de to kompagnier, som allerede var på Guadalcanal på at marchere mod Koli Point. Carlson fik arrangeret det således, at forsyningstropper ved Aola leverede forsyninger til hans patrulje hver fjerde dag på et aftalt sted på kysten. En patrulje af indfødte bærere skulle mødes med båden og bære forsyninger ind i land til Carlsons base.

## Patruljen

### Indledende kampe
Ved daggry den 6. november tog Carlson og hans stab, to af hans kompagnier og en gruppe indfødte spejdere og bærere under kommando af major John Mather fra den australske hær og chefsergent Jacob C. Vouza fra Salomonøernes politi af sted fra Aola på patrulje. Gruppen marcherede mod nordvest ad en junglesti mod Rekofloden, som de ankom til den 7. november. Ved Reko erfarede Carlson, at den lokale kristne mission for nylig var blevet overfaldet af japanske tropper, som havde dræbt to af missionærerne, inden de fortsatte vest på. Da han trængte over floden med en deling tropper, stødte Carlson på en lille gruppe japanere, som skød og alvorligt sårede den indfødte spejder, som var i spidsen for kolonnen. Marinesoldaterne skød tilbage og dræbte to japanske soldater og jagede 3-4 andre på flugt.
Herefter ankom Carlsons hovedstyrke, og kolonnen slog lejr for natten.
Den 8. november fortsatte kolonnen gennem junglen mod nordvest og nåede ud til kysten ved Kenafloden, hvor de overnattede i landsbyen Tasimboko, 24 km fra Aolabugten. Den næste dag krydsede de floderne Berande og Balasuna og nåede frem til landsbyen Binu – 16 km sydvest for Tasimboko – om eftermiddagen. Ved Binu, omkring 5 km sydøst for Koli Point, etablerede Carlson sin basislejr og forberedte sig på at blokere for enhver bevægelse af japanske tropper fra Koli mod øst og syd.
De andre tre kompagnier af raidere ankom til Aola den 8. november. Den 9. november sejlede de med landgangsfartøjer til Tasimboko, og den 10. november marcherede de over land – med indfødte spejdere som vejvisere – til Binu. På vejen mødte raiderne en lille gruppe japanske soldater, og dræbte tre af dem inden de samme dag ankom til Binu om eftermiddagen.
I mellemtiden beordrede Hyakutake Shōji til at opgive sine stillinger ved Koli og slutte sig til de japanske styrker ved Kokumbona i Matanikauområdet. Selv om amerikanske styrker omtrent havde omringet Shōjis tropper langs Gavaga ved Koli, lykkedes det dem at undslippe gennem et sumpet vandløb i den sydlige del af de amerikanske linjer. Amerikanerne fik lukket hullet den 11. november, men på det tidspunkt var Shōji og mellem 2 og 3.000 af hans tropper undsluppet til junglen mod syd.
Den 11. november sendte Carlson fire af sine kompagnier – C, D, E og F – af sted for at sprede sig ud og patruljere området nord og vest for Binu. Det sidste kompagni (B) blev tilbage for at sikre basislejren ved Binu. Klokken 10 stødte C-kompagniet, som var var marcheret direkte mod vest mod landsbyen Asamana, på en stor gruppe af Shōjis tropper, som havde slået lejr nær Metaponafloden og blev hurtigt sat under pres af riffel, maskingevær og morterild. Carlson reagerede ved at sende D- og E-kompagnierne af sted for at hjælpe C-kompagniet ved at angribe fra to forskellige retninger.
Da D- og E-kompagniet rykkede i retning af C-kompagniet, stødte de på et stort antal af Shōjis soldater, og kl. 12.30 var de involveret i intense ildkampe. Kl. 15.00 marcherede D-kompagniets leder, kaptajn Charles McAuliffe, ind i basislejren ved Binu med 9 af sine mænd. McAuliffe rapporterede til Carlson, at kort efter han var kommet i kontakt med de japanske styrker, var han og en af hans grupper blevet afskåret fra resten af kompagniet. Efter med besvær at have trukket sig ud af kampen besluttede McAuliffe og mændene sammen med ham at trække sig tilbage til basislejren. McAuliffe rapporterede, at så vidt han vidste, var resten af hans kompagni blevet nedkæmpet. Kort tid efter ankom resten af D-kompagniet imidlertid til basislejren, anført af Gunnery Sergeant George Schrier, efter at det med held havde trukket sig ud af ildkampen. Carlson fjernede uden videre McAuliffe på grund af det, han senere kaldte for "total mangel på lederskab i kamp" og overdrog kommandoen over D-kompagniet til kaptajn Joe Griffith.
Sammen med F-kompagniet, som var vendt tilbage til basislejren, tog Carlson til området, hvor C-kompagniet var i kamp, og ankom kl. 16.30. Carlson gav F-kompagniet ordre til at angribe de japanske stillinger over for C-kompagniet kl. 17.15. I mellemtiden trak de japanske tropper sig bort fra området, hvilket F-kompagniet snart bekræftede. Mens han efterlod F-kompagniet på stedet, vendte Carlson tilbage til Binu med C-kompagniet, hvortil kan ankom kl. 22. E-kompagniet ankom til Binu omkring samtidig og meddelte, at de havde fanget et japansk kompagni i færd med at krydse en flod og havde dræbt mange af dem i åbent terræn, inden de havde trukket sig tilbage. Carlson tog herefter B-kompagniet og vendte tilbage til området, som F-kompagniet bevogtede, og ankom før daggry den 12. november. Marinesoldaterne havde haft tab på 10 døde i løbet af dagen og vurderede, at de havde dræbt 120 japanske soldater.
Med B-kompagniet i front fortsatte Carlson og de to kompagnier med at marchere vestpå mod landsbyen Asamana ved Metaponafloden. Mens de krydsede floden, tog marinesoldaterne to japanske soldater til fange og dræbte en tredje, da de kom forbi i en indfødt båd. Herpå angreb og besatte de Asamana, hvor de overraskede og dræbte adskillige japanske soldater i landsbyen. Japanske tegn i landsbyen tydede på, at den blev brugt som samlingspunkt for Shōjis styrker.
Marinesoldaterne gik i stilling omkring landsbyen og ved vadesteder over floden og dræbte 25 japanske soldater, som i løbet af resten af dagen nærmede sig landsbyen.
Da et kompagni japanske soldater nærmede sig Asamana den følgende dag, tilkaldte raiderne artilleristøtte fra 1 bataljon af 10 regiment, som med 75 haubits dræbte mange af de japanske soldater og fik resten til at spredes og trække sig tilbage fra landsbyen. Carlson og de marinesoldater, som var med ham, vendte tilbage til Binu den 14. november for at hvile og få nye forsyninger. Samme dag knuste en patrulje raidere fra F-kompagniet en 15 mands japansk lejr, som var blevet opdaget af indfødte spejdere.
Den 15. november skiftede Carlsons bataljon basislejr fra Binu til Asamana. På dette tidspunkt var Shōjis enheder imidlertid ikke længere i området efter at være fortsat deres march langt ind i det indre af Guadalcanal på vej mod Matanikau. Raiderpatruljer omkring Asamana opsporede og dræbte i de næste to dage nogle få omstrejfende japanere.

### Ny mission
Carlsons bataljon blev beordret til at rykke til den øvre del af Tenarufloden og patruljere omkring Lungafloden syd for Lungastillingen for at finde det spor, japanerne havde brugt til at placere deres mænd og materiel forud for deres angreb inden slaget om Henderson Field. Carlsons raidere skulle også opspore og ødelægge adskillige japanske kanoner, som havde leveret chikanerende beskydning mod Henderson Field i adskillige uger. Raiderne etablerede en ny basislejr omkring 3 km syd for Lungastillingen og hvilede og fik nye forsyninger indtil den 24. november.
Den 25. november ankom Carlsons A-kompagni fra Espiritu Santo og sluttede sig til styrken. Den 27. november flyttede bataljonen 6,5 km længere op ad Tenarufloden og etablerede to hjælpebaser 3 km oppe og nede ad floden.
Den 28. november patruljerede B- og D-kompagnierne langs Lungafloden og slog lejr i Mount Austen-området, sydvest for Lungastillingen. Samme dag patruljerede A- og F-kompagniet længere sydpå mellem floderne Lunga og Tenaru. Den 30. november fandt raiderne en japansk 75 mm kanon og en 37 mm panserværnskanon i stilling på en højderyg omkring 6,5 km syd for Lungastillingen. Mens en gruppe på 6 marinesoldater fra F-kompagniet patruljerede i nærheden af, hvor kanonerne var blevet fundet, kom de ind i en skjult japansk lejr og stod pludselig mellem omkring 100 japanske soldater, som hvilede sig og havde deres våben stakket op omkring træer i midten af lejren. I den efterfølgende kamp dræbte gruppen omkring 75 af japanerne, mens resten undslap.
Raiderne hvilede den 1. december og fik forsyninger kastet ned fra luften. Den 2. december spredte Carlson sine patruljer ud omkring Lungafloden. B-kompagniet opdagede 10 japanerne, som havde slået lejr ved floden og dræbte dem alle. Ingen af de andre kompagnier stødte på japanere, men et af dem opdagede en anden 75 mm kanon. Sidst på dagen fik Carlson ordre til at afslutte patruljen og bringe sine tropper ind i Lungastillingen den følgende dag.
Den 3. december sendte Carlson C-, D- og E-kompagniet østpå mod Tenaru-floden, mens A, B og F tog vestpå mod Mount Austen. C-, D- og E-kompagniet nåede den nedre del af Tenaru og krydsede frontlinjen ved Lunga Point uden episoder. A, B og F derimod stødte på en japansk patrulje nær toppen af Mount Austen. I nærkamp i junglen blev 25 japanere dræbt, mens fire marinesoldater blev alvorligt sårede, hvoraf en senere døde.
Den næste dag tog A-, B- og F-kompagniet af sted med det formål at komme ind i Lungastillingen nær Matanikaufloden. Undervejs faldt marinesoldaterne i baghold og en japansk maskingeværgruppe dræbte fire af dem. Syv japanere blev dræbt i denne træfning. Patruljen stødte ikke på yderligere modstand og ankom til Lunga Point midt på eftermiddagen.

## Efterspil
Mens Carlsons bataljon afsluttede sin patrulje, nåede Shōji og de overlevende af hans tropper til japanske stillinger vest for Matanikau. Udover de tab, som de havde lidt under angreb fra Carlsons raidere, havde mangel på fødevarer og tropiske sygdomme taget livet af mange flere af Shōjis mænd. Da Shōjis styrker nåede Lungafloden i midten af november omkring halvvejs til Matanikau, var der kun 1.300 tilbage i hovedstyrken. Da han nåede 17. armés linjer vest for Matanikau, var der kun 7-800 overlevende tilbage. Overlevende fra Shōjis styrke deltog senere i Slaget ved Mount Austen, Galloping Horse og Sea Horse i december 1942 og januar 1943.
I løbet af de 29 dage, patruljen varede, havde Carlsons raidere tilbagelagt ca. 250 km for at tilbagelægge en afstand i lige linje på omkring 65 km fra Aola Bay til Matanikaufloden. Carlson hævdede, at hans tropper havde dræbt 488 japanske soldater og erobret eller ødelagt store mængder udstyr, herunder 2 haubitsere og forskellige håndvåben og ammunition.
2. raiderbataljon havde 16 døde og 17 sårede (foruden 2 sårede indfødte vejvisere). Tab uden for kamp var i alt 225, hvoraf 125 led af malaria, 29 af dysenteri og 71 af ringorm eller bylder. Hovedparten af de øvrige raidere havde også fysiske lidelser. Den 17. december afsejlede raiderne fra Guadalcanal med skib og ankom tilbage på deres hjembase på Espiritu Santo den 20. december. På Espiritu Santo fortsatte enheden med at være ramt af de tropesygdomme, som mange havde fået under patruljen på Guadalcanal. I den anden uge af marts 1943 blev 2. raiderbataljon erklæret uegnet til kamptjeneste, selv om denne beslutning aldrig blev nedfældet i et officielt dokument. 2. marineraiders deltog ikke som enhed i kampoperationer ind til Felttoget på Bougainville, som begyndte den 1. november 1943. På trods af de store tab som følge af sygdomme følte Carlsons tropper i almindelighed, at de havde gjort en god indsats som en enhed under patruljen og havde opfyldt deres mission. Cleland E. Early – en løjtnant i E-kompagniet – beskrev den lange patrulje på Guadalcanal og effekten på hans enhed: "At udholde leveforholdene var værre end kamp. Min deling startede med 30 mand, en sanitærsoldat og en officer. Da vi kom ud var vi en officer, en sanitærsoldat og 18 menige, som alle havde malaria, orm, diarré, bylder og en høj moral.

### Bøger
- Dull, Paul S. (1978). A Battle History of the Imperial Japanese Navy, 1941-1945. Naval Institute Press. ISBN 0-87021-097-1.
- Frank, Richard (1990). Guadalcanal: The Definitive Account of the Landmark Battle. New York: Random House. ISBN 0-394-58875-4.
- Griffith, Samuel B. (1963). The Battle for Guadalcanal. Champaign, Illinois, USA: University of Illinois Press. ISBN 0-252-06891-2.
- Jersey, Stanley Coleman (2008). Hell's Islands: The Untold Story of Guadalcanal. College Station, Texas: Texas A&M University Press. ISBN 1-58544-616-5.
- Morison, Samuel Eliot (1958). The Struggle for Guadalcanal, August 1942 – February 1943, vol. 5 of History of United States Naval Operations in World War II. Boston: Little, Brown and Company. ISBN 0-316-58305-7.
- Peatross, Oscar F. (1995).  McCarthy, John P.; Clayborne, John (red.). Bless 'em All: The Raider Marines of World War II. Review. ISBN 0-9652325-0-6.
- Rottman, Gordon L. (2005).  Dr. Duncan Anderson (red.). Japanese Army in World War II: The South Pacific and New Guinea, 1942–43. Oxford and New York: Osprey. ISBN 1-84176-870-7.
- Rottman, Gordon (2005).  Dr. Duncan Anderson (red.). US Special Warfare Units in the Pacific Theatre 1941-45. Oxford: Osprey. ISBN 1-84176-707-7.
- Smith, George W. (2003). Carlson's Raid: The Daring Marine Assault on Makin. Berkley Trade. ISBN 978-0-425-19019-7.

### Eksterne kilder
- Hoffman, Jon T. (1995). "The Long Patrol" (brochure). From Makin to Bougainville: Marine Raiders in the Pacific War. Marine Corps Historical Center. Hentet 2006-11-21.
- Hough, Frank O.; Ludwig, Verle E.; Shaw, Henry I., Jr. "Pearl Harbor to Guadalcanal". History of U.S. Marine Corps Operations in World War II. Hentet 2006-05-16.
- Miller, John Jr. (1949). "Guadalcanal: The First Offensive". United States Army in World War II. Hentet 2006-07-04.
- Shaw, Henry I. (1992). "First Offensive: The Marine Campaign For Guadalcanal". Marines in World War II Commemorative Series. Hentet 2006-07-25.
- Zimmerman, John L. (1949). "The Guadalcanal Campaign". Marines in World War II Historical Monograph. Hentet 2006-07-04.

## Yderligere læsning
- Blankfort, Michael (1947). The Big Yankee: The Life of Carlson of the Raiders. Boston: Little, Brown and Company. ASIN B0007HNZ8K.
- Richter, Don (1992). Where the Sun Stood Still: The Untold Story of Sir Jacob Vouza and the Guadalcanal Campaign. Toucan. ISBN 0-9611696-3-X.
- U.S. Marine Raider Association, Inc. "The Long Patrol". U.S. Marine Raiders. Arkiveret fra originalen 12. september 2006. Hentet 2006-07-04.

9°26′S 159°57′Ø / 9.44°S 159.95°Ø